# Амен (Нідерланди)
Амен (нід. Amen) — селище в нідерландській провінції Дренте. Входить до муніципалітету А-ен-Гюнзе.
Його площа становить 0,47 км², а населення станом на 2021 рік складало 95 осіб.
Перша згадка про населений пункт датується 1403 роком.